# Acilis Avioles
|  | «Aviola» redirigeix aquí. Vegeu-ne altres significats a «Aviola (desambiguació)». |

Els Acilis Aviolas (llatí: Acilii Aviolae) foren una branca de la gens Acília que apareixen al començament de l'Imperi i assoliren el consolat en diverses ocasions al llarg dels segles. Molt habitualment portaven el praenomen de Mani, altrament poc comú en altres famílies.
Personatges destacats varen ser:
- Acili Aviola, legat imperial l'any 21 sota el mandat de Tiberi
- Gai Calpurni Aviola (en), cònsol sufecte l'any 24; segons Syme, un Acili Aviola adoptat per un Calpurni,[4] i tal vegada el mateix personatge que l'anterior
- Mani Acili Aviola (en), cònsol l'any 54, el darrer any de l'emperador Claudi,[5] tal vegada fill de l'anterior
- Mani Acili Aviola (es), cònsol l'any 82, sovint considerat fill de l'anterior
- Mani Acili Aviola (es), cònsol l'any 122, sovint considerat fill de l'anterior
- Acili Aviola, membre dels arvals el 183 i el 186, tal vegada net de l'anterior i pare del següent[6]
- Mani Acili Aviola (it), cònsol l'any 239, fill de l'anterior

Un Acili Aviola (de), senador i consolar del segle i, és esmentat a propòsit d'una anècdota a propòsit de la seva mort, segons la qual, quan era a punt d'ésser incinerat, es despertà i començà a cridar demanant ajuda, però fou massa tard i morí incinerat. Segurament es tracta d'un dels tres primers personatges.